# سيرين
| السيرين                                                   | السيرين                             |
| --------------------------------------------------------- | ----------------------------------- |
| التركيب الكيميائي للسيرين · التركيب الكيميائي للسيرين     |                                     |
| الاسم النظامي                                             | (S)-2-amino-3-hydroxypropanoic acid |
| اختصارات                                                  | Ser S                               |
| الصيغة الكيميائية                                         | C3H7NO3                             |
| كتلة جزيئية                                               | 105.09 g mol−1                      |
| نقطة الانصهار                                             | 228 °C                              |
| الكثافة                                                   | 1.537 g cm−3                        |
| نقطة تساوي الكهربائية                                     | 5.68                                |
| ثابت تفكك الحمض                                           | 2.13 9.05                           |
| رقم التسجيل CAS                                           | [56-45-1]                           |
| بوب كيم                                                   | 5951                                |
| رقم المفوضية الأوروبية                                    | 200-274-3                           |
| جمول-3D images                                            | Image 1                             |
| مواصفات الإدخال النصي المبسط للجزيئات - N[C@@H](CO)C(O)=O |                                     |
| Disclaimer and references                                 |                                     |

السيرين (بالإنجليزية: Serine)‏ هو مركب عضوي بالصيغة الكيميائية HO2CCH(NH2)CH2OH. وهو واحد من الأحماض الأمينية ال‍ ‍‍20 الموجودين في البروتين الحيواني. الكود المكوّن من ثلاثة أحرف هو ser وكود الحرف الواحد هو S . المتزامر الفراغي L يظهر في بروتين الثدييات. السيرين ليس أساسيًّا في غذاء الإنسان لأنّه يتمّ إنتاجه داخل الجسم من نواتج التمثيل الغذائيّ (المستقلبات) من ضمنها الجليسين. تم الحصول على السيرين للمرة الأولى في عام 1865 من بروتين الحرير، والذي يعدّ مصدرًا غنيًا به. أتى الاسم من كلمة حرير باللاتينيّة sericum. اكتشف تركيب السيرين في عام 1902. يعدّ السيرين حمضًا أمينيًّا قطبيًّا بسبب وجود مجموعة هيدروكسيل لديه. السيرين ليس من ضمن الأحماض الأمينية الرئيسية حيث يمكن للجسم تصنيعه إذا لم يحصل عليه من بروتينات الغذاء.
 كودونات الـ «سيرين» هي: UCU، UCC، UCA، UCG، AGU، AGC.
(أنظر شيفرة جينية)
يتواجد هذا بروتين  السيرين  ( وباقي البروتينات) في اللحوم ولحم الطيور والبيض والحليب والأسماك و البقول. تنويع الغذاء يضمن حصول الجسم على ما يحتاجه من تلك البروتينات : في مجموعها 20 بروتينا معقدا مختلفا من بينهم 10 حمض أميني ضروري ، أي يجب أن يحتوي عليها الغذاء حيث لا يمكن الجسم تصنيعها ؛ و الـ 10 بروتينات الأخرى - ومن ضمنهم السيرين - يمكن للجسم تصنيعها بنفسه مما يتناوله من غذاء.

## تصنيع السيرين في الجسم

Serine biosynthesis

## اقرأ أيضا
- شيفرة جينية